# Sigeres
Sigeres è un comune spagnolo di 76 abitanti situato nella comunità autonoma di Castiglia e León.